# イジャスラヴリ公国
イジャスラヴリ公国（ベラルーシ語: Ізяслаўскае княства、リトアニア語: Iziaslavo kunigaikštystė）後にザスラウエ公国（リトアニア語: ziaslavo kunigaikštystė）とは、現ベラルーシ・ザスラーウエを首都とした、中世ルーシの分領公国である。その歴史の後半にはリトアニア大公国に所属した。

## 歴史
公国の首都のイジャスラヴリは、10世紀末にキエフ大公ウラジーミル1世が、息子の一人であるイジャスラフのために建設した。都市の年代記上の初出は1127年の記述であり、また都市の名はこのイジャスラフにちなむ。イジャスラフは最初のイジャスラヴリ公となった。
イジャスラヴリ公国は11世紀に一時ポロツク公国に組み込まれるが、1101年のポロツク公フセスラフの死後に再び分離し、おそらくフセスラフの子のダヴィドの所領となった。1160年代には、イジャスラヴリ公国からロゴジュスク公国が分離した。なお1180年代には、イジャスラヴリ公国はロゴジュスク公国の一部を占領している。
1320年代にはリトアニア大公国のアルギルダスの所領となり、1345年にはアルギルダスの兄弟のヤヴーヌティスに与えられた。その後、リトアニアの貴族の家門の一つであるグレボヴィチ家に譲渡されるまで、ヤヴーヌティスの子孫がザスラウエ公（ザスラウスキー公）として統治した。なお、グレボヴィチ家のヤン（1544年生 - 1590年没）の統治期には、イジャスラヴリの領主は公（クニャージ）ではなく、伯（グラフ）の称号を帯びるようになっていた。